# André Marques
André Filipe Farias Marques (Carregal do Sal, 1º agosto 1987) è un ex calciatore portoghese, di ruolo difensore.

## Caratteristiche tecniche
Gioca come terzino sinistro ma all'occorrenza può essere utilizzato come mediano o esterno di centrocampo.

## Carriera
Cresciuto nelle giovanili dello Sporting Lisbona, fa il suo esordio da professionista il 23 ottobre 2005 contro il Gil Vicente, gara pareggiata 2-2.
A partire dalla stagione successiva inizia la girandola di prestiti conclusasi nel 2010 che lo porta a giocare per Olivais, UD Leiria, Freamunde e Vitória Setúbal, con cui mette a segno la prima rete in Primeira Liga, in una sconfitta per 2-4 contro il Vitória Guimarães.
Per la stagione 2009-2010 fa ritorno allo Sporting Lisbona anche a causa dell'infortunio di Leandro Grimi, impressionando l'allenatore che decide di tenerlo in rosa. Esordisce nelle qualificazioni di Champions League contro il Twente e gioca entrambi i match della sfida contro la Fiorentina.
Viene ceduto nuovamente in prestito a gennaio in Grecia all'Iraklis dove disputa solamente una partita. Le due stagioni successive le gioca in prestito al Beira-Mar.
Nel luglio 2012 approda a titolo definitivo al Sion, prima di fare ritorno due anni più tardi in Portogallo, tra le file del neopromosso Moreirense.